# Alarcón (familia)
Los Alarcón (del árabe الاركون [Al-Ārkūn], en castellano «La Fortaleza») son una familia cuyo origen se remonta al reinado de Alfonso VIII de Castilla y la toma por el ejército castellano liderado por el capitán Fernán Martínez de Ceballos de la villa de Alarcón (actualmente en la provincia de Cuenca), arrebatada a los musulmanes en 1184 durante la Reconquista. El asentamiento primitivo, de origen ibérico, fue también ocupado por los romanos y visigodos. Según el cronista Gil González Dávila, los naturales de la villa decían en aquel entonces que un hijo del rey Alarico I la ganó de los romanos y que en memoria de su padre la dio el nombre de Alaricón. Luego con el tiempo perdiendo la i, quedó Alarcón.

## Historia
La plaza fuerte de Alarcón era un sitio amurallado de importancia capital para los musulmanes y conquistarla era de primera instancia para los castellanos. Es así como en 1184 y después de nueve meses de asedio, la villa cae en manos castellanas a raíz de la hazaña acometida por Fernán Martínez de Ceballos.
La leyenda cuenta que tal caballero emprendió en una noche oscura la escalada de las murallas de la fortaleza apoyándose en dos dagas vizcaínas; las cuales fue clavando entre los intersticios de la muralla para subir por ellas. Al subir atravesó las almenas, mató a los moros centinelas y echó una escalera para que los soldados pudieran subir. Llegando a las puertas de la fortaleza las abrió y así pudo el ejército castellano tomar la fortaleza.
Según los genealogistas, tanto antiguos como modernos, el personaje real existió y estuvo en la conquista de Alarcón. Descendía de la poderosa y noble casa antigua de los Ceballos. Se dice que a raíz de su acto heroico, el rey Alfonso VIII le otorgó Alarcón como apellido, pasando a llamarse don Fernán Martínez de Alarcón, que dio origen a los Alarcón. Fueron hechos señores de Valverde, Tayuelas, Vequillas y Hontecillas. Siendo también nombrados condes de Valverde. Militaron en las órdenes de Santiago y Alcántara y entroncan con casas nobles hispanas y portuguesas, entre otras con los marqueses de los Palacios.

## Señores de la Casa Alarcón[2]
1. Fernán Martínez de Ceballos  -Tronco y señor de la casa Alarcón.
2. Rodrigo (Ruy) Fernández de Alarcón-Hijo del primer señor de la casa.
3. Martín Ruiz de Alarcón- Hijo del segundo señor.
4. Fernán Ruiz de Alarcón- Hermano del tercer señor.
5. Martín Ruiz de Alarcón- Hijo del cuarto señor. Se le despojo de la villa y de las rentas de Alarcón.
6. Fernán Martínez de Alarcón. Hijo del quinto señor.
7. Martín Ruiz de Alarcón- Hijo del sexto señor.
8. Fernán Ruiz de Alarcón- Hijo del séptimo señor. Señor de Valverde, Tayahuelas, Buenache, La roda, Alcañabate, Hontefillas y Torre del Monje.
9. Martín Ruiz de Alarcón. Hijo del octavo señor. Bisabuelo de "El Señor Alarcón (Fernando de Alarcon)".
10. Lope de Alarcón. Hijo del noveno señor.
11. Diego de Alarcón. Hijo del décimo señor.
12. Pedro Ruiz de Alarcón. Hermano del decimoprimer señor.
13. ( parece que se omitió por superstición)
14. Francisca de Alarcón. Hija del decimosegundo señor.
15. Pedro Ruiz de Alarcón y Fonseca. Hijo de la decimocuarta señora.
16. Jorge Ruiz de Alarcón.- Nieto del décimo señor. (via del hijo tercero)
17. Juan Ruiz de Alarcon. Hijo del decimosexto señor.
18. Jorge Ruiz de Alarcón, hijo del decimoséptimo. señor.
19. Diego Ruiz de Alarcón, hijo del decimoctavo señor. ( primer conde de Valverde)
20. Diego Francisco de Ceballos Ruiz de Alarcón. Hijo del decimonoveno señor
21. Amadeo de Alarcón y Córdova. Hijo del vigésimo señor- -
22. Benjamín de Alarcón y Cárdenas. Hijo del vigésimo primer señor.
23. Aland de Alarcón y Vásquez. Hijo del vigésimo segundo señor.

## Apellido Alarcón en España en la actualidad
Según el censo de población de 1 de enero de 2023, residían en España 26329 personas con Alarcón como primer apellido y 26825 con Alarcón como segundo apellido, de las cuales 396 tenían Alarcón como primer y segundo apellido. Además, 165 personas tenían de Alarcón como primer apellido y 154 como segundo apellido.

## Lugares relacionados
- Alarcón (España)
- Pozuelo de Alarcón
- Taxco de Alarcón

## Edificios y monumentos relacionados
- Castillo de Alarcón
- Palacio de Alarcón